# Дабог
Дабог або Дайбог (серб. Дабог / Dabog або Дајбог / Dajbog) — міфологізований образ земного бога-царя у південнослов'янській міфології. 
Як і Дажбог у східних слов'ян, Дабог — той, хто дає, дарує. Місцем існування цього бога вважалась висока гора, що підтверджує культ гір у давніх слов'ян. Високі недоступні гори, куди не могла ступити людина, вселяли їй жах та незрозумілі явища, які відбувалися тоді, легше всього було пояснити діями могутніх сил, начебто мешкаючих на вершинах гір під хмарами.